# Sant'Anna al Laterano
Sant'Anna al Laterano är en kyrkobyggnad i Rom, helgad åt den heliga Anna, Jungfru Marias moder. Kyrkan är belägen vid Via Merulana i Rione Monti och tillhör församlingen Santi Marcellino e Pietro al Laterano.

## Kyrkans historia
Kyrkan uppfördes åren 1885–1887 i nyrenässansstil. Den innehas av Figlie di Sant'Anna, Den heliga Annas döttrar, en kongregation grundad av den saliga Anna Rosa Gattorno år 1866. Kyrkan byggdes om 1927. Fasadens tympanon har en skulpturgrupp föreställande den heliga Anna med Jungfru Maria i knät, flankerade av änglar. Interiören får ljus genom takets gigantiska fönster, vilket har målningen Den korsfäste Kristus med änglar, utförd i art nouveau-stil.